# Guaita’sche Gartentreppe

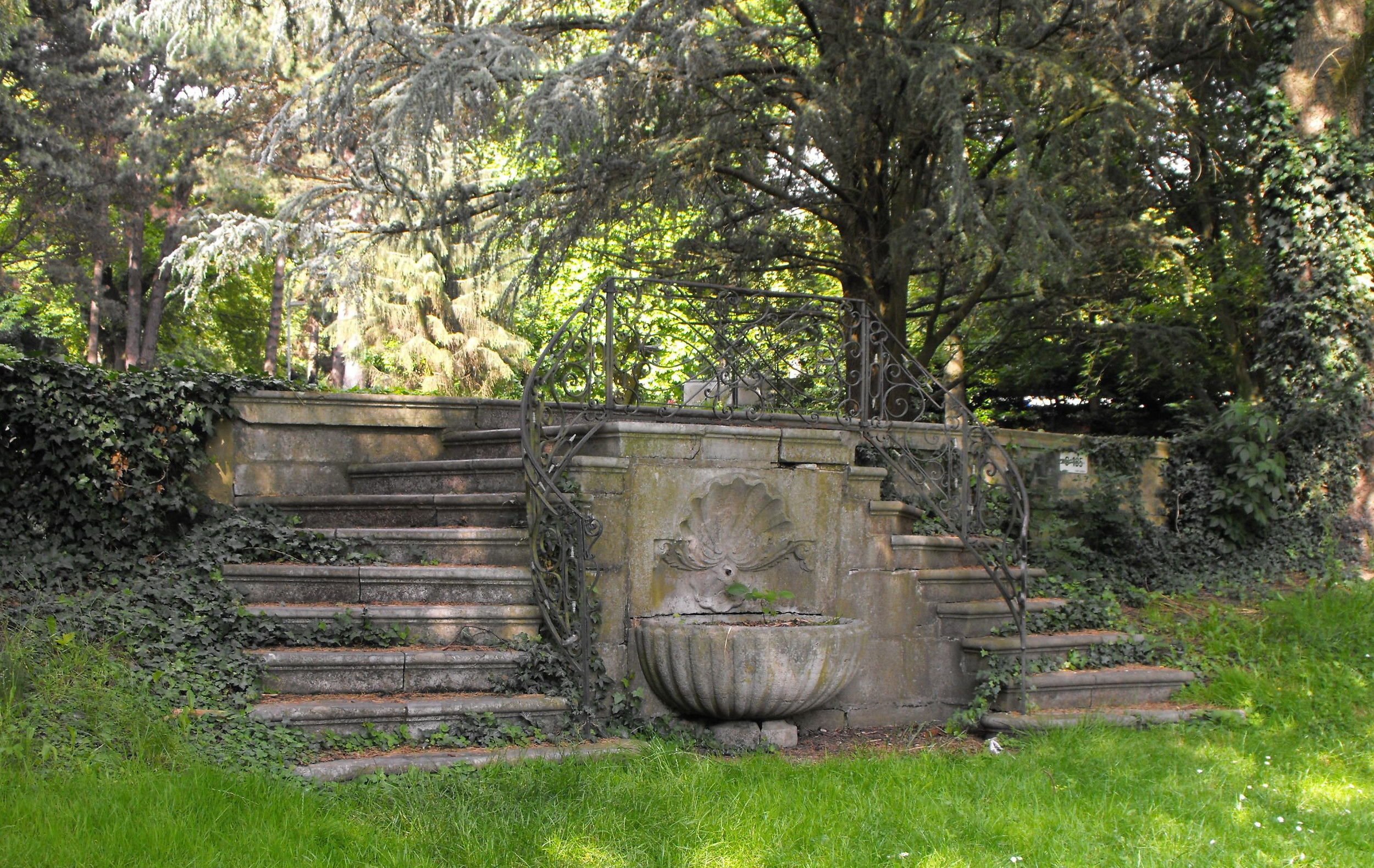
Guaita’sche Gartentreppe im Stadtgarten Aachen

Die Guaita’sche Gartentreppe ist eine Rokoko-Freitreppenanlage in Aachen. Sie steht im Stadtgarten hinter dem Gebäude des Neuen Kurhauses an der Monheimsallee. Die Treppenanlage wird größtenteils dem Aachener Architekten Jakob Couven zugeschrieben.

## Geschichte

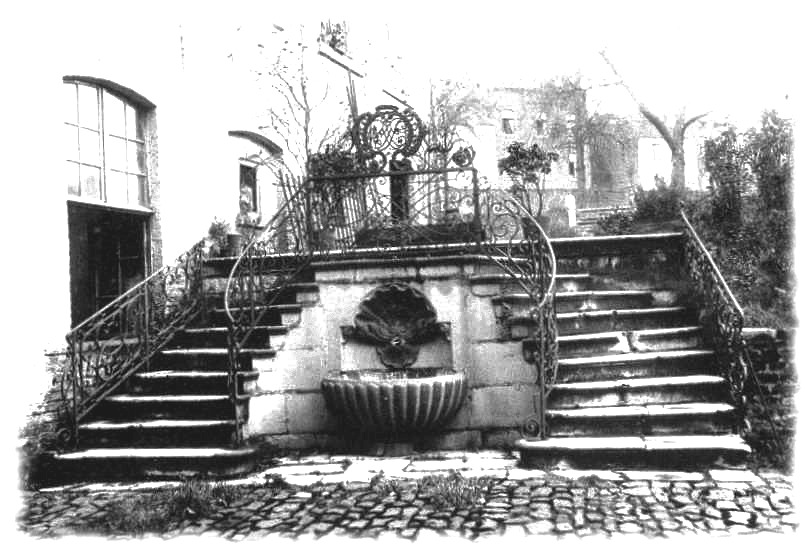
Guaita’sche Treppe vor 1905 in der Rosstraße 46–48

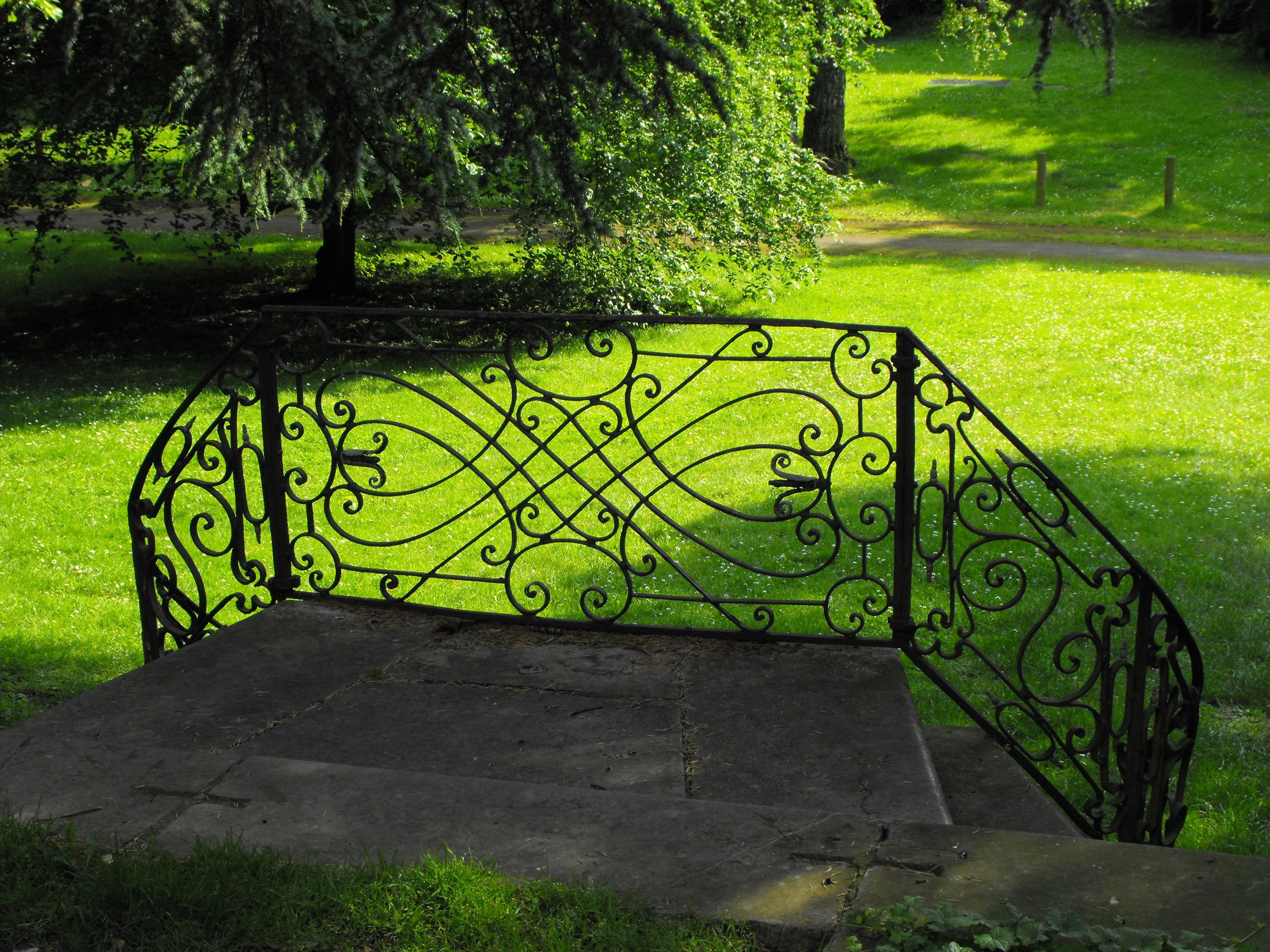
Das Geländer der Guaita’schen Treppe

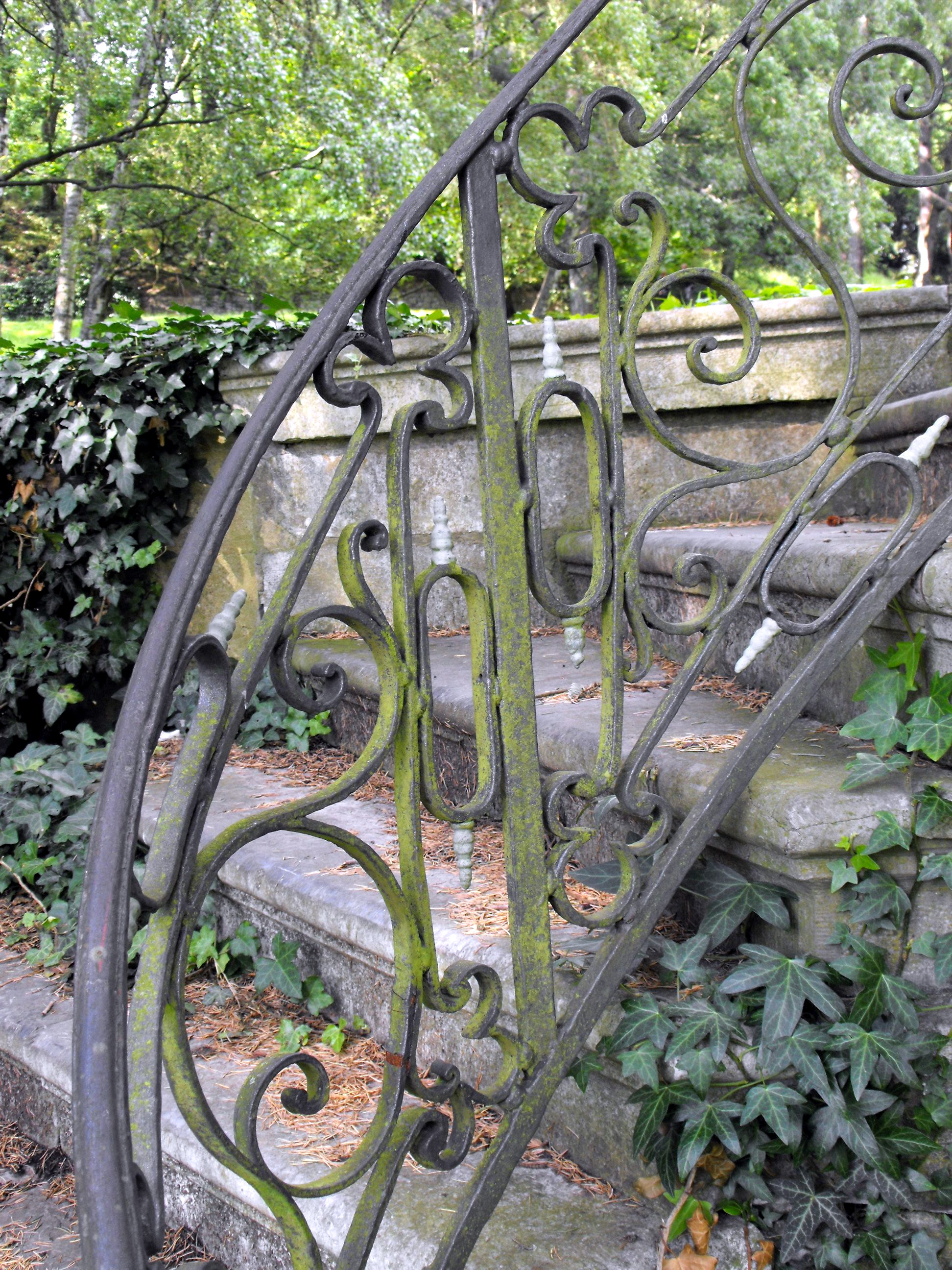
Detail: Geländer

Ursprünglich wurde die Treppenanlage im Garten einer Villa in der Rosstraße 46–48 errichtet, die Ende des 18. Jahrhunderts für den Färber Josef Schweling erbaut worden war. Die Villa kam im 19. Jahrhundert in den Besitz der Familie Guaita. Die ursprünglich aus Italien eingewanderte Familie Guaita zählte im 18. und 19. Jahrhundert zu den einflussreichsten Nadelfabrikanten in Aachen. Die Treppenanlage befand sich im Garten, mit der linken Treppenseite an das Haus angelehnt, um einen Geländesprung zu überwinden.
Die Zuschreibung und der Entstehungszeitraum der Treppenanlage ist nicht eindeutig geklärt. Während sie im Denkmälerverzeichnis Johann Joseph Couven (um 1750) zugeschrieben wird, gehen andere Quellen von einer Arbeit seines Sohnes Jakob Couven um 1780 aus.
1905 wurden die Häuser an der Rosstraße niedergelegt, um einen neuen Verbindungsweg zum Löhergraben zu schaffen. Die wertvolle, aus Blaustein gefertigte Treppenanlage wurde im Zuge der Neuanlage des Kurparkes im Stadtgarten Aachen transloziert. Sie bildete den Mittelpunkt, des von Gartendirektor Weßberge konzipierten Sondergartens hinter dem Neuen Kurhaus, der landschaftsarchitektonisch zwischen den Kurhausterrassen und Tennisplätzen vermittelte.
Nach der Verlegung in den Kurpark umrahmten an beiden Treppenseiten ursprünglich geschmiedete Ziergitter die doppelläufige Treppenanlage aus poliertem Blaustein, die um eine muschelförmige Brunnenschale angelegt ist. Die äußeren Ziergitter sind ebenso wie die Gitterbekrönung mit den Initialen von Cornelius von Guaita in der Nachkriegszeit abhandengekommen. Die mit den Initialen versehene Gitterbekrönung ist vermutlich jüngeren Datums, da zu Lebenzeitens Couvens das Haus mit der Treppe in der Rosstraße noch nicht im Besitz der Familie Guaita war. Die aus ebenfalls aus Blaustein gefertigte Brunnenschale wurde lange Zeit als Pflanzgefäß innerhalb einer Beetanlage verwandt.
Gegenwärtig befindet sich die gesamte Treppenanlage in einem renovierungsbedürftigen Zustand. Sie hat ihre Funktion als verbindende Treppe und gärtnerisches Zierelement verloren. Die komplette begleitende Gartenanlage und Zuwegung wurde zurückgebaut, so dass sich die Treppenanlage heute isoliert im Gelände befindet.
Die Guaita’sche Gartentreppe steht als Einzelobjekt im Stadtgarten unter Denkmalschutz.